# Рельеф Украины

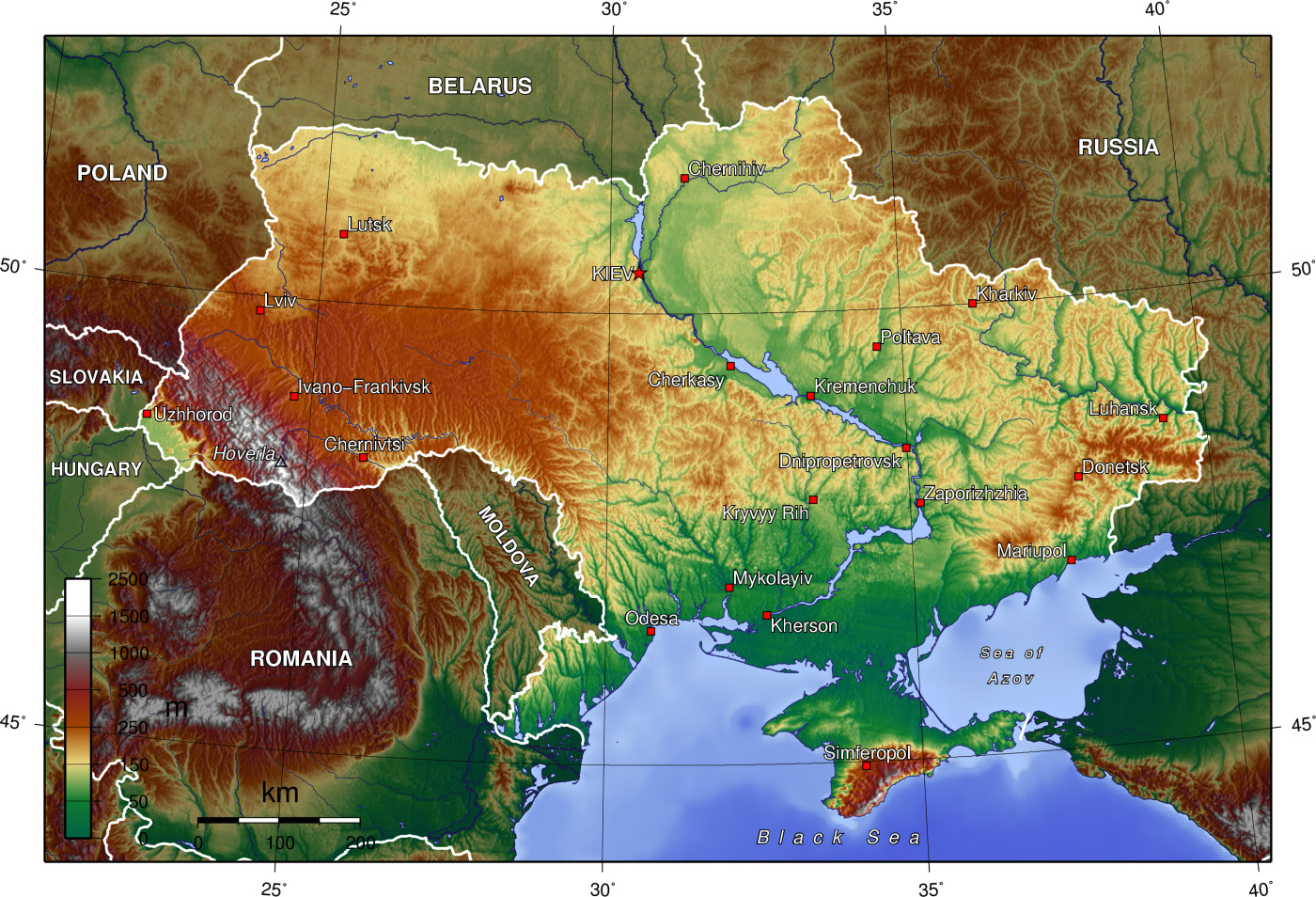
Украина, физическая карта

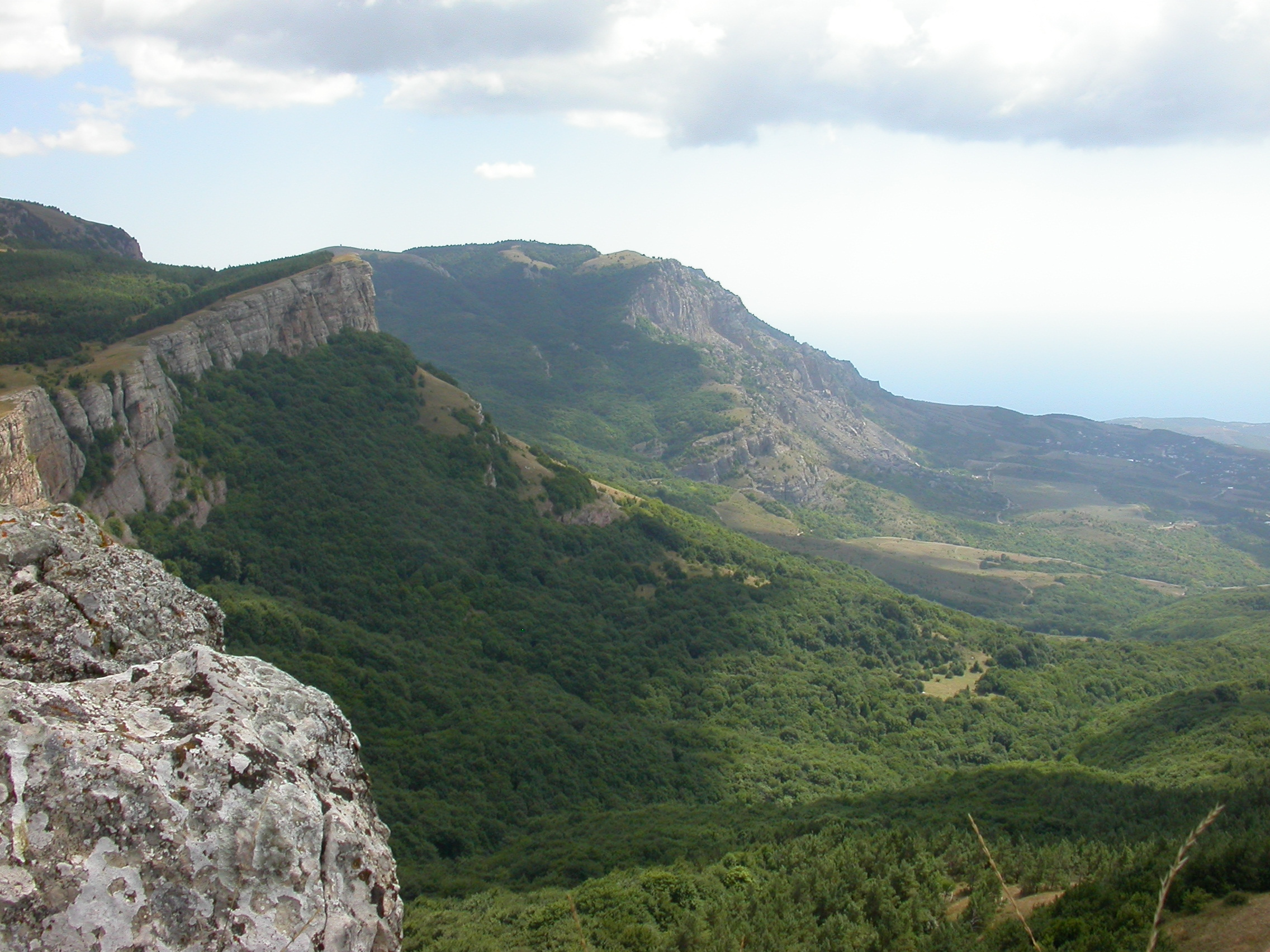
Крымские горы.

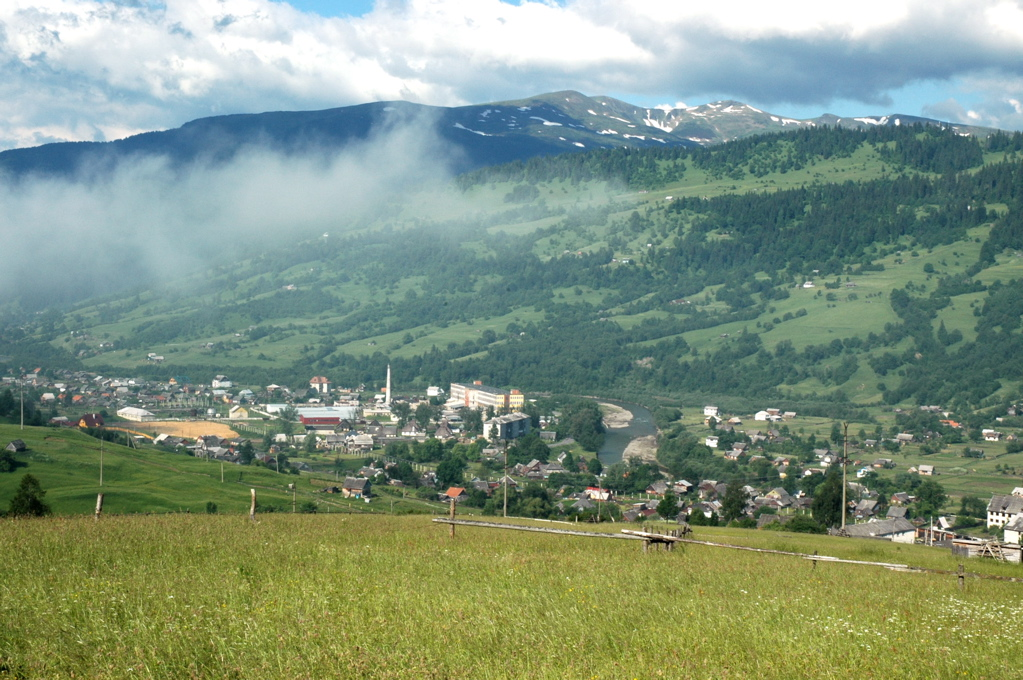
Украинские Карпаты. Ясиня.

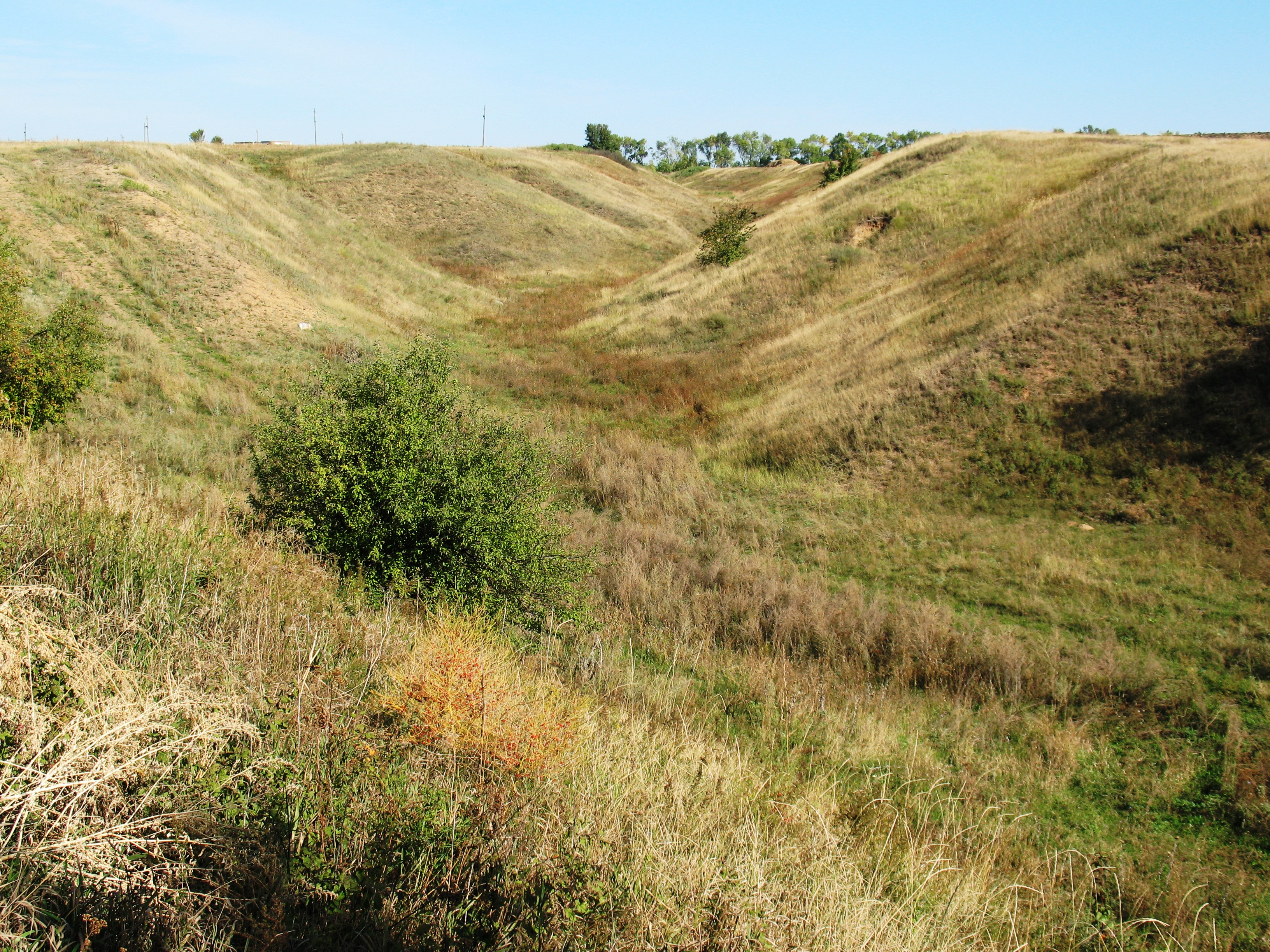
Балабановское балка. Харьковская область.

 Рельеф Украины  весьма разнообразен. 70% современной поверхности Украины занимают низменности, 25% — это возвышенности и 5% — это горы.

## Понятие
Большая часть территории Украины относится к юго-западной окраине Восточно-Европейской равнины и имеет равнинный и холмистый рельеф, только на юге поднимаются Крымские горы, а на западе — Украинские Карпаты. Восточно-Европейская равнина в пределах Украины состоит из возвышенных и низменных участков, совпадающих соответственно с поднятиями и опусканиями кристаллического фундамента платформы. Среди первых наиболее значительных Волынская возвышенность, Подольская возвышенность, протянувшиеся с северо-запада на юго-восток от верхнего течения реки Буг и верхние левые притоки Днестра в долине Южного Буга (высота до 471 м — гора Камула). К востоку, между Южным Бугом и Днепром, находится Приднепровская возвышенность (высота до 323 м), а на левобережье Днепра, в юго-восточной части республики, узкой полосой тянется Приазовская возвышенность (высота до 324 м — гора Бельмак-Могила). С северо-востока к ней примыкает Донецкий кряж (высота до 367 м — гора Могила-Мечетная), на территории которого часто встречаются терриконы, карьеры и другие формы рельефа, образовавшиеся в результате хозяйственной деятельности человека. На северо-востоке в пределах Украины заходят отроги Среднерусской возвышенности.

## Север

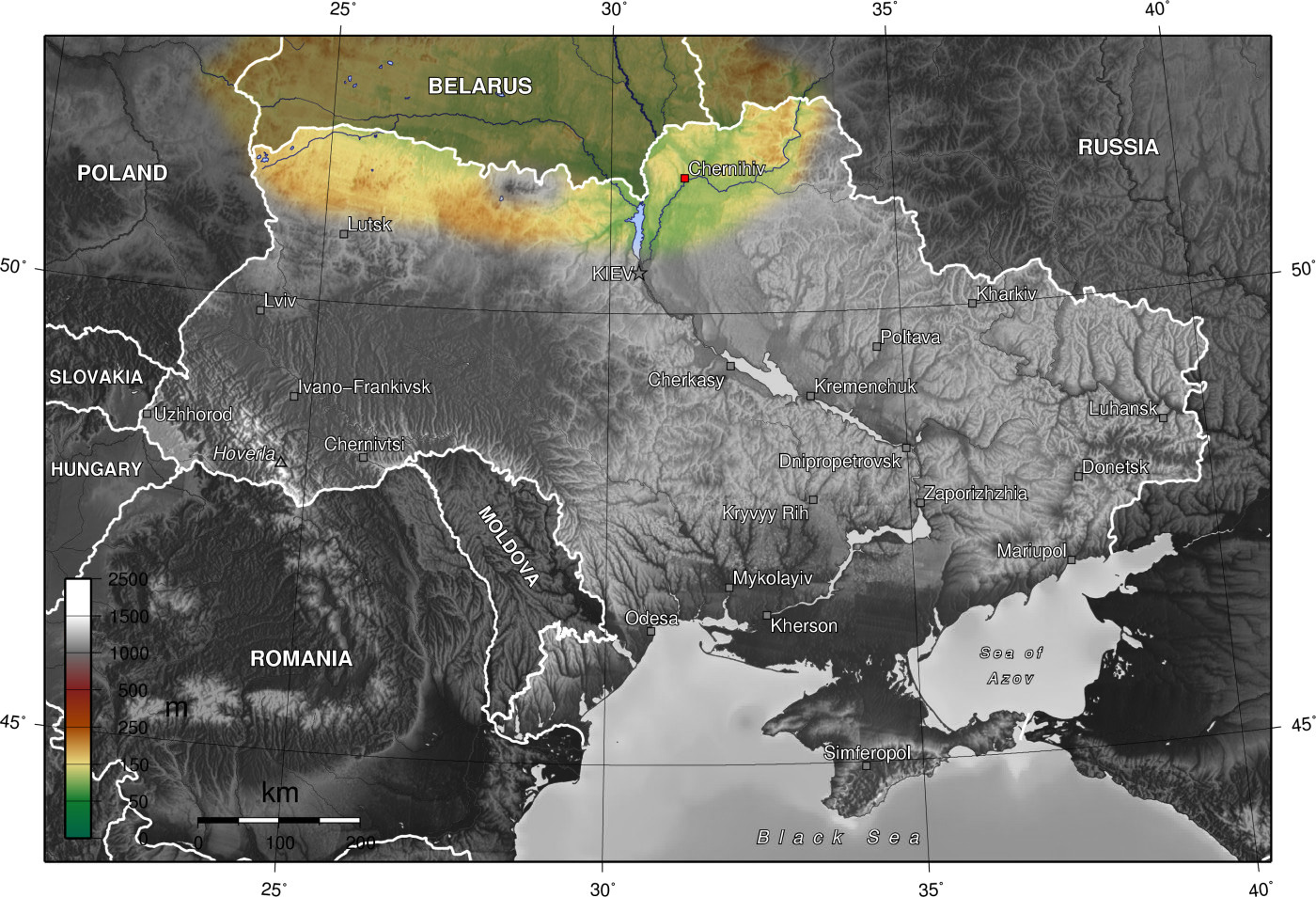
Полесская низменность

Северная часть Украины занимает юг Полесской низменности с высотой 150—200 м, её равнинная поверхность образована древними флювиогляциальным и аллювиальными отложениями, местами осложненными моренно-холмистыми, эоловыми формами рельефа и карстом.

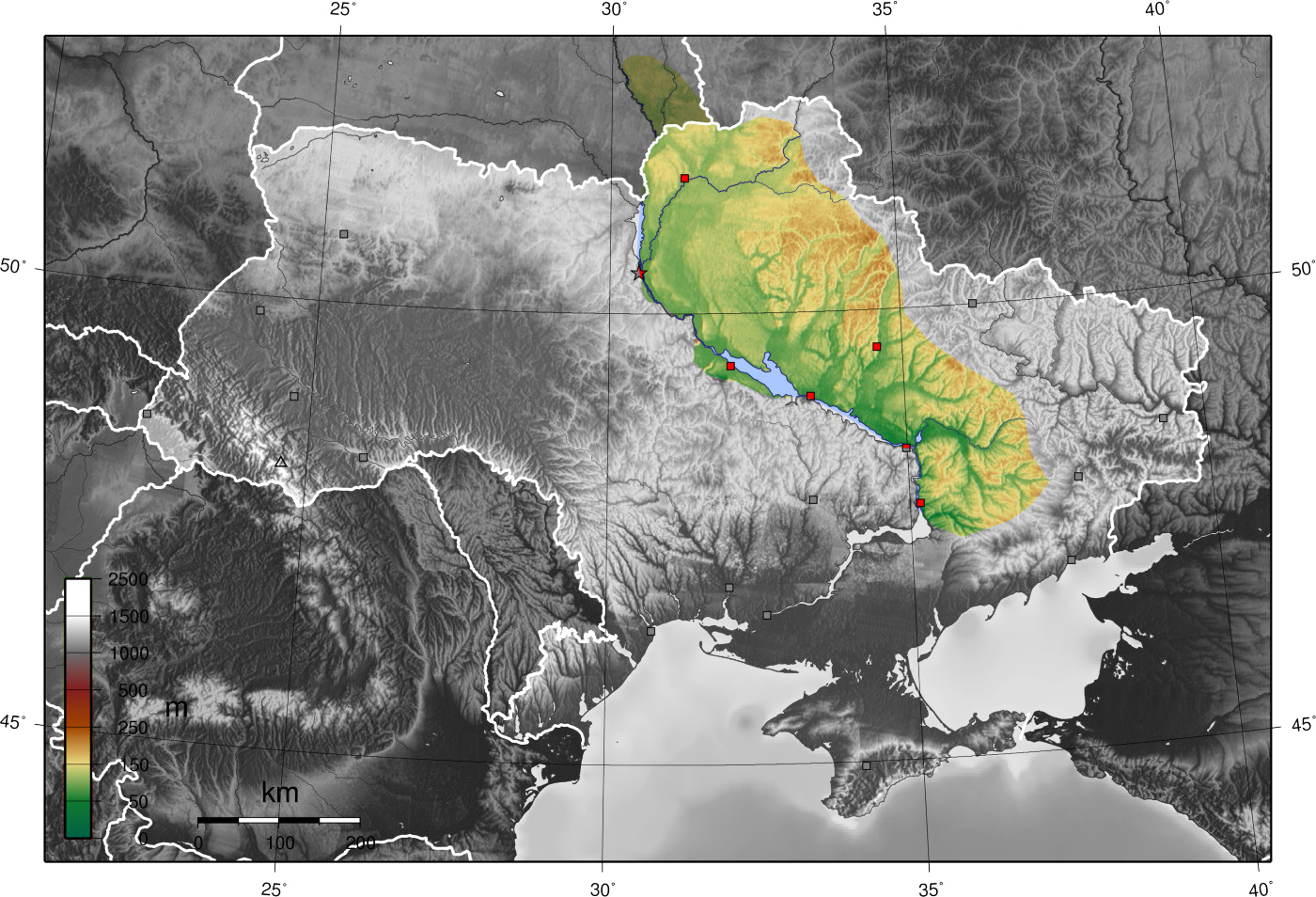
Приднепровская низменность

На юго-востоке Полесья постепенно переходит в Приднепровскую низменность, простирающийся по левобережью Днепра в его среднем течении, у западной части низменности хорошо развиты пойменная и надпойменные террасы Днепра; восточная часть представляет собой равнину, расчлененную оврагами, балками и асимметричными долинами левых притоков Днепра.

## Юг

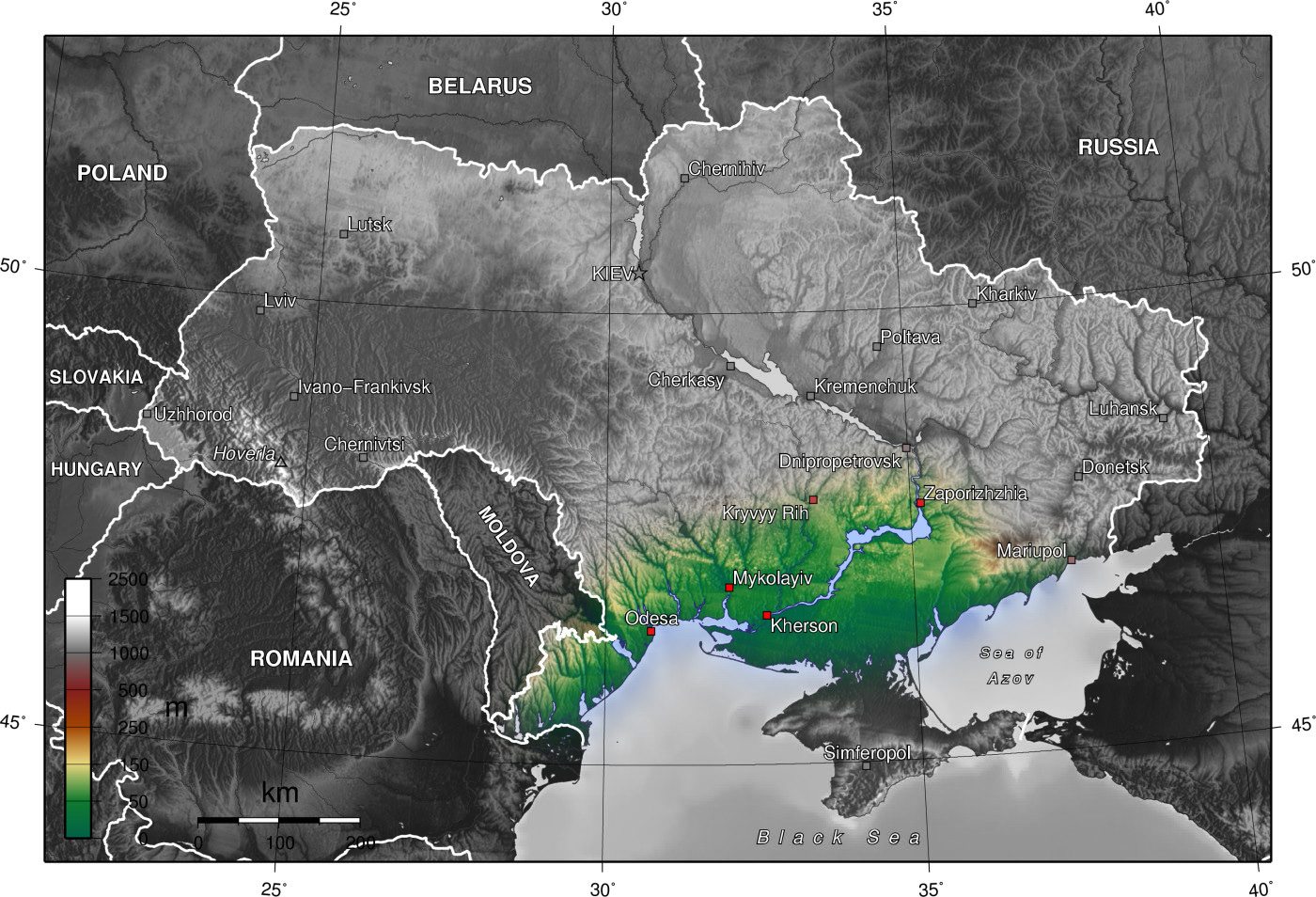
Причерноморская низменность

Южная часть Украины занята Причерноморской низменности, слегка наклонной на юге равниной с широкими долинами и плоскими водоразделами с большим количеством дел, степных блюдец, образовавшихся в результате просадочных явлений в лёссовых породах.
Низменные пространства Северного Крыма, который является продолжением Причерноморской низменности (за исключением Керченского полуострова, который отличается холмистым рельефом и наличием грязевых вулканов), на юге сменяются Крымскими горами (наивысшая — Южная, или Главная Крымская гряда с вершиной Роман-Кош — 1545 м). Для рельефа Крымских гор характерны выровненные поверхности (яйлы) с широким развитием карстовых форм.

## Запад
На западе Украины расположены наиболее высокие горы в стране — Украинские Карпаты, представляющие суженную (до 60-100 км) и пониженную часть Восточных Карпат и состоят из ряда параллельных хребтов, вытянутых с северо-запада на юго-восток на 270 км (высшая точка — гора Говерла, 2061 м). В юго-западных предгорьях Украинских Карпат простирается аллювиальная Закарпатская низменность (высота 100—130 м).

## Восток
На северо-востоке в пределы Украины заходят отроги Среднерусской возвышенности. Для возвышенностей характерно глубокое и густое расчленение поверхности долинной и овражно-балочной сетью. На востоке Украины овраги и балки сильнее развиты, чем на других украинских землях, их плотность составляет 1-2 км на 1 км², а овражное расчленения доходит до 10-30% площади (всего в юго-восточной части между Осколом и Доном с Хопром). Обезлесивание и разорения степей повлияли на рост балок.

## Рекомендуемая литература
- Стецюк В. В. (ред.) Рельеф Украины. Учебное пособие. — М.: Издательский дом «Слово», 2010. — 688 с.
- Рослы И. М. (Ред.) Геоморфология Украинской ССР. М.: Высшая школа, 1990. — 287 с.
- Бондарчук В. Г. Геоморфология УССР. — М.: Просвещение, 1949. — 246 с.